# Exeliopsis
Exeliopsis là một chi bướm đêm thuộc họ Geometridae.